# Walsham le Willows
Walsham le Willows är en by och en civil parish (som skrivs Walsham-le-Willows) i Mid Suffolk i Suffolk i England. Orten har 1 122 invånare (2001).